# Nyomkereső (regény)
A Nyomkereső című regényt James Fenimore Cooper írta 1840-ben. A művet Szinnai Tivadar fordította.

## Történet
|  | Alább a cselekmény részletei következnek! |

Hosszú Puska (eredeti nevén Natty Bumppo) és Csingacsguk egy fiatal leányt (Mabel Dunham) kalauzol az amerikai őserdőkön át, aki apjához utazik Oswego erődjébe. Számos próbát kell kiállniuk, csak ügyességük és tapasztalatuk menti meg életüket, majd Ontario egyik elrejtett kis szigetén irokéz támadás éri őket.
|  | Itt a vége a cselekmény részletezésének! |

## Szereplők
- Nyomkereső - Hosszú Puska
- Csingacsguk - Nagy Kígyó
- Irokéz indiánok

## Tartalom
1. A KÉT CSÓNAK
2. SELLŐ ÉS ZUHATAG
3. A HŐS CSINGACSGUK
4. DUNHAM ŐRMESTER LEÁNYA
5. ERŐD A TÓ PARTJÁN
6. MABEL SIKEREI
7. A LÖVÉSZVERSENY
8. A VITORLÁS KIFUT A TÓRA
9. DAGADÓ VITORLÁKKAL
10. A GYANÚ ÁRNYÉKÁBAN
11. A VIHAR JÁTÉKSZERE
12. A PARTRASZÁLLÁS
13. AZ ELŐŐRS
14. A TITOKZATOS VENDÉG
15. SZOMORÚ ESEMÉNYEK
16. IZGALMAS ÓRÁK
17. KÜZDELMES ÉJSZAKA
18. AZ ÁRULÓ
19. A BÚCSÚ
20. A MEGOLDÁS